# X. Pavillon der Zitadelle Warschau

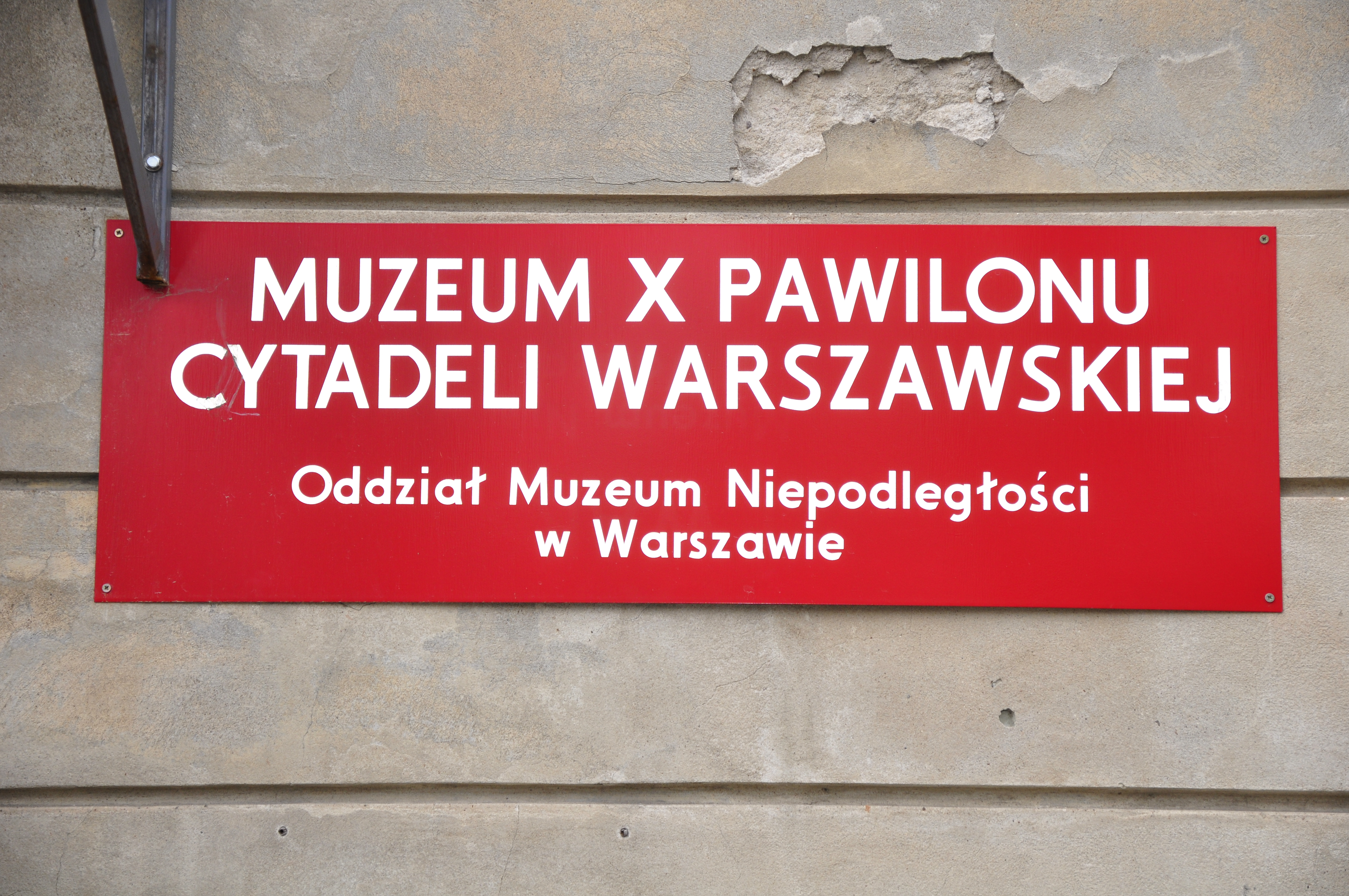
Filiale des Warschauer Unabhängigkeitsmuseums

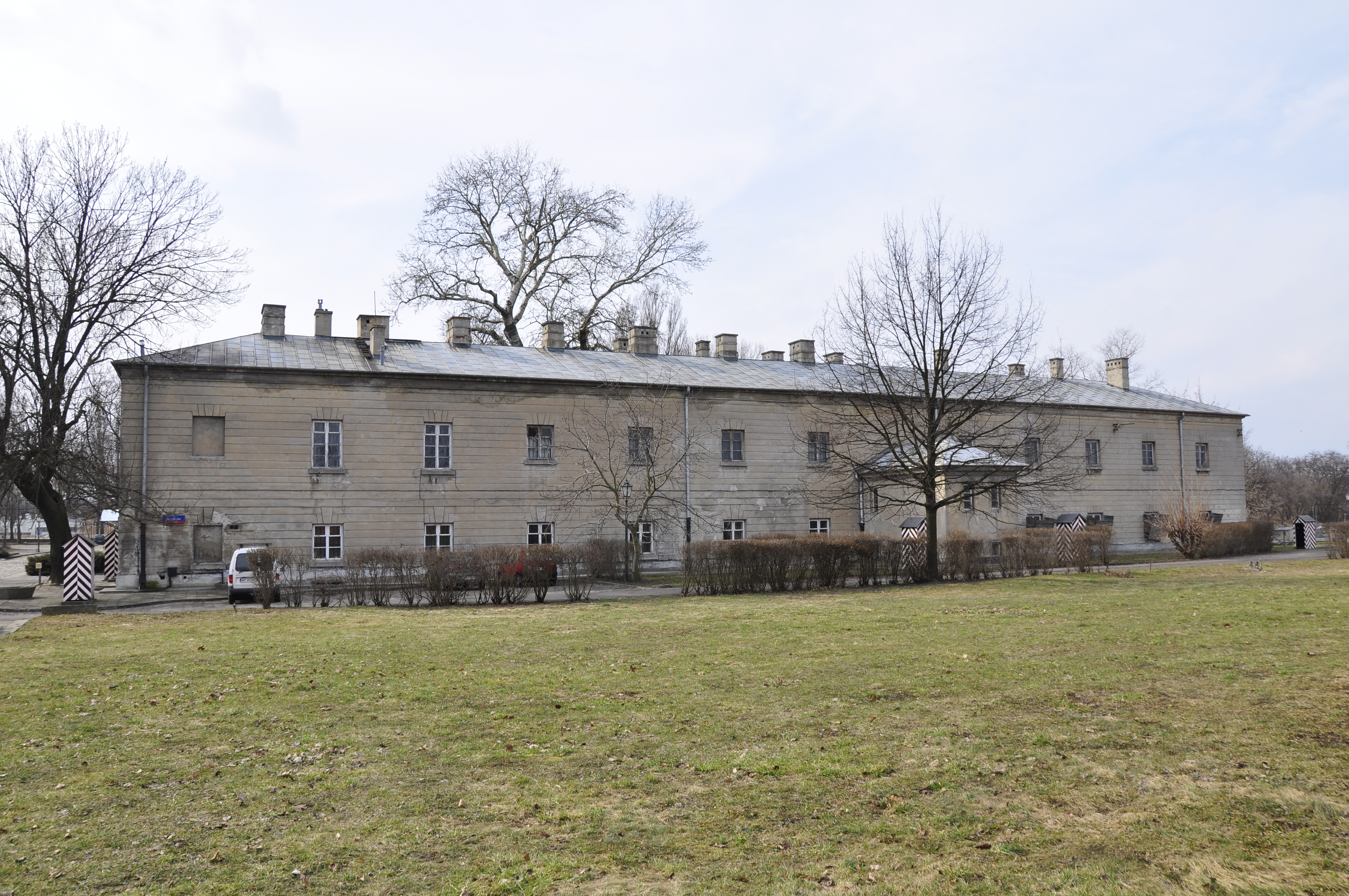
Ostflügel des Museumsgebäudes

Der X. Pavillon der Zitadelle Warschau (Polnisch X Pawilon Cytadeli Warszawskiej) ist ein ehemaliges Gefängnis auf dem Gelände der Warschauer Zitadelle. Heute befindet sich dort eine Zweigstelle des Warschauer Unabhängigkeitsmuseums mit einem der bedeutendsten Märtyrer-Museen in Polen.

## Geschichte
Der Pavillon befindet sich in einem klassizistischen dreiflügeligen Gebäude, welches in den Jahren 1826 bis 1828  errichtet wurde und heute in der nordöstlichen Ecke der Warschauer Zitadelle zwischen den Trojak- und Czujna-Straßen steht. Der Bau der Zitadelle selbst erfolgte erst nach Niederschlagung des Novemberaufstandes von 1830/1831 auf Befehl des Zaren Nikolaus I. Nach Fertigstellung der Zitadelle nahm das Gefängnis für politische Häftlinge seinen Betrieb auf. Bis 1918 wurden hier rund 40.000 Häftlinge festgehalten. Die Inhaftierten waren Mitglieder geheimer Unabhängigkeitsorganisationen, Aufständische des Januaraufstandes, Mitglieder der Ritter des Heiligen Kreuzes (Polnisch „Świętokrzyżcy“), Aktivisten der polnischen Arbeiterbewegung, Teilnehmer patriotischer Demonstrationen und Aktivisten während der russischen Revolution in den Jahren 1905 bis 1907, welche sich auch auf polnischem Boden abspielte. Tausende Gefangene wurden in den Zellen gefoltert und anschließend nach Sibirien abtransportiert, Hunderte von ihnen wurden in der Zitadelle oder auf den angrenzenden Grundstücken hingerichtet. Unter den hier eingekerkerten Gefangenen befanden sich bedeutende Polen wie Romuald Traugutt, Józef Piłsudski, Roman Dmowski, Apollo Korzeniowski, Karol Levittoux, Gustaw Ehrenberg, Piotr Ściegienny, August Robert Wolff, Leopold Otto, Honorat Koźmiński, Stefan Okrzeja, Jarosław Dąbrowski, Felix Edmundowitsch Dserschinski und der Attentäter des Polnischen Präsidenten Gabriel Narutowicz Eligiusz Niewiadomski. Auch Rosa Luxemburg wurde hier 1905 einige Wochen gefangen gehalten. Seit 1834 war der X. Pavillon der Sitz des Untersuchungsausschusses beim Oberbefehlshaber der Armee und beim Oberkommandanten des Königreichs Polen (Polnisch.: „Komisja Śledcza przy naczelnym Dowódcy Armii Czynnej i Naczelniku Królestwa Polskiego“), der zentralen Gerichts- und Strafverfolgungsbehörde politisch motivierter Straftaten zur Zeit Kongresspolens.
Während der Besetzung Warschaus durch deutsche Truppen in den Jahren 1915 bis 1918 wurde der X. Pavillon für militärische Zwecke genutzt, allerdings blieb das Gefängnis bestehen. Nach Wiedererlangung der Unabhängigkeit durch Polen am 11. November 1918 wurde die Zitadelle der polnischen Armee übereignet. Diese nutzte das Gebäude zunächst als Lager und später als Unterkünfte für Garnisonstruppen. Im Ostflügel des Komplexes wurden Relikte aus der Gefängniszeit aufbewahrt. Während des Zweiten Weltkrieges wurde die Zitadelle von der Wehrmacht besetzt und genutzt. Nach Kriegsende übernahm erneut die polnische Armee das gesamte Gelände. Der X. Pavillon wurde von den militärisch verwendeten Grundstücken getrennt und 1963 anlässlich des 100-jährigen Jubiläums des Ausbruches des Januaraufstandes für Besucher zur Besichtigung freigeben.

## Ausstellung
Im Museum werden drei Dauerausstellungen gezeigt.

### Die Gefangenen des X. Pavillons in der Warschauer Zitadelle
Diese Ausstellung zeichnet den Kampf polnischer Patrioten um die Unabhängigkeit ihres Vaterlandes in der Zeit der russischen Besatzung nach und deckt den Zeitraum ab vom Novemberaufstand 1830/31 bis 1918. Neben originalgetreu eingerichteten Gefängniszellen wird auch der Lebensweg der Gefangenen aufgezeigt, Es werden ihre Untergrundaktivitäten, Demonstrationen, Streiks und der bewaffnete Kampf erläutert, ihre Motive erläutert, der geschichtliche Hintergrund erklärt und die die Besatzungszeit begleitenden sozialen Lebensumstände der Bevölkerung verdeutlicht. Es werden zudem Gemälde des Malers Aleksander Sochaczewski, der selbst im X. Pavillon gefangengehalten wurde und später nach Sibirien verfrachtet wurde, ausgestellt.
Auch der Außenbereich des Gebäudes wurde in die Ausstellung einbezogen. Besichtigen kann man den ehemaligen Gefangenenhof, den Weg, der zur Hinrichtungsstelle führte, die Hänge zur Weichsel herunter, an denen Verurteilte exekutiert wurden sowie einen symbolischen Friedhof für die Hingerichteten.

### Józef Piłsudski im X. Pavillon
Der wohl prominenteste Häftling im X. Pavillon war Józef Piłsudski. Die Ausstellung beinhaltet Exponate wie Dokumente und Fotos aus der Zeit seines Aufenthalts im X. Pavillon. Józef Piłsudski war damals 32 Jahre alt und führendes Mitglied der Partei PPS. Am 18. April 1900 wurde er wegen Druckes der illegalen Partei-Zeitschrift „Robotnik“ verhaftet. Die Ausstellung zeichnet auch die Flucht Piłsudskis auf dem Weg zum Krankenhaus nach, nachdem er im Gefängnis eine Erkrankung vorgetäuscht hatte.

### Sybiraks 1940–1956
Als „Sybiraks“ werden Polen bezeichnet, die als Verbannte in Straflager nach Sibirien geschickt wurden. Die Ausstellung zeigt und belegt die Lebens- und Todesumstände dieser Gefangenen. Die ausgestellten rund 1.400 Objekte stammen aus der „Sibirien-Sammlung“ des Unabhängigkeitsmuseums. Sie beinhalten Fotos, Gemälde, Briefe, Kleidungsstücke und patriotische oder religiöse Gegenstände.

## Galerie

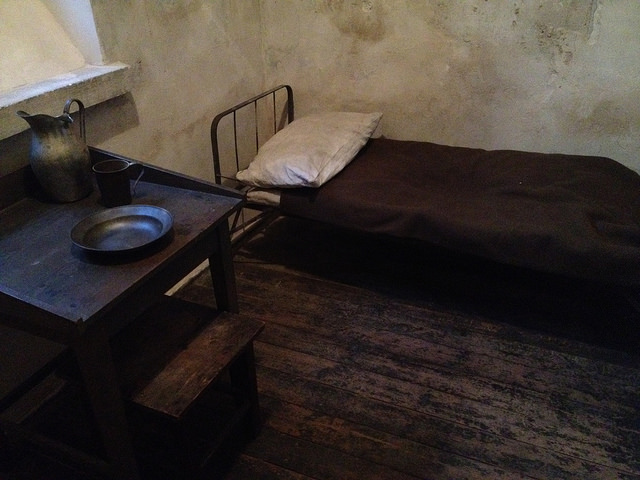
Gefängniszelle im X. Pavillon
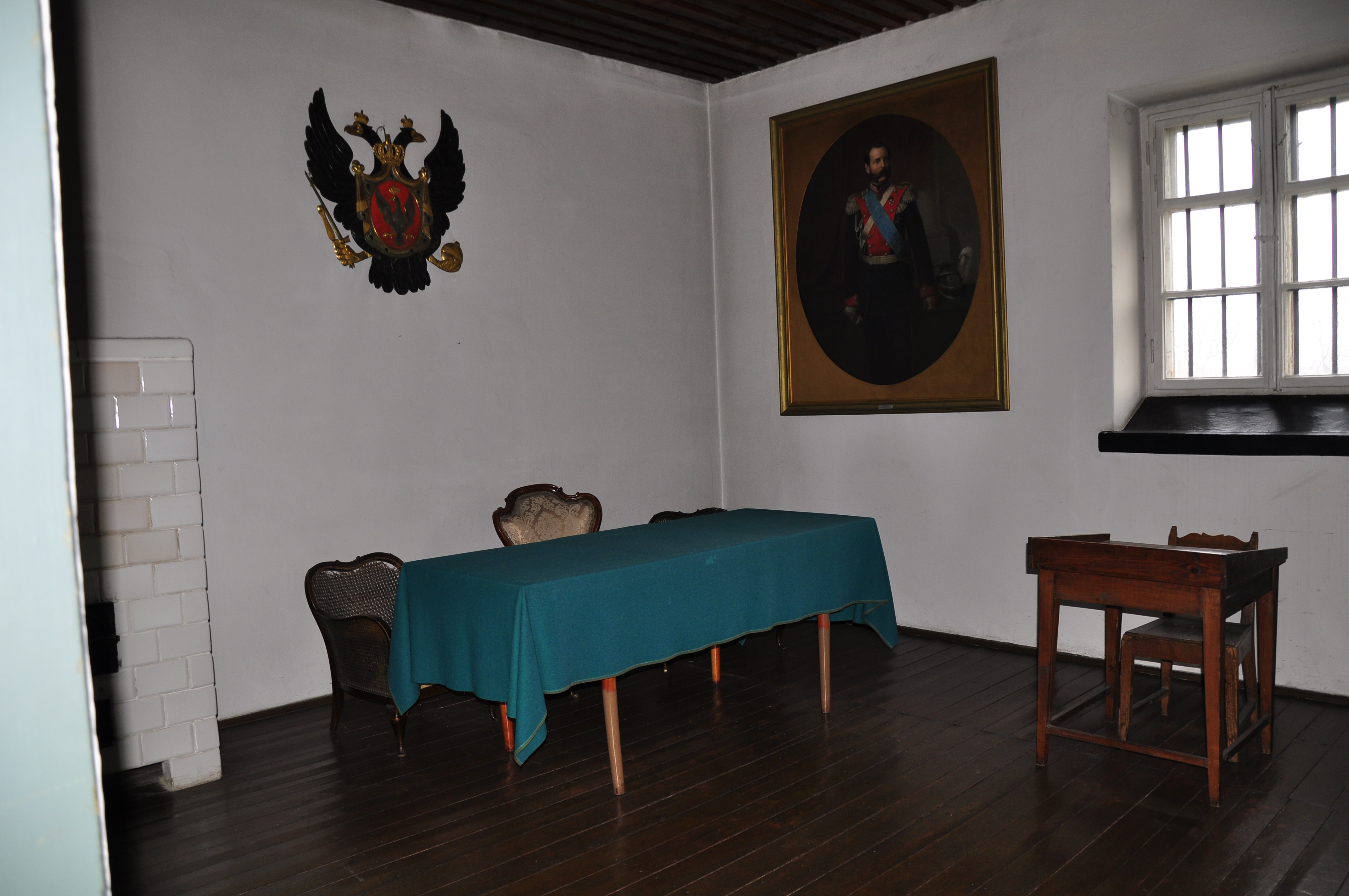
Verhandlungszimmer des russischen militärischen Untersuchungsausschusses im X. Pavillon
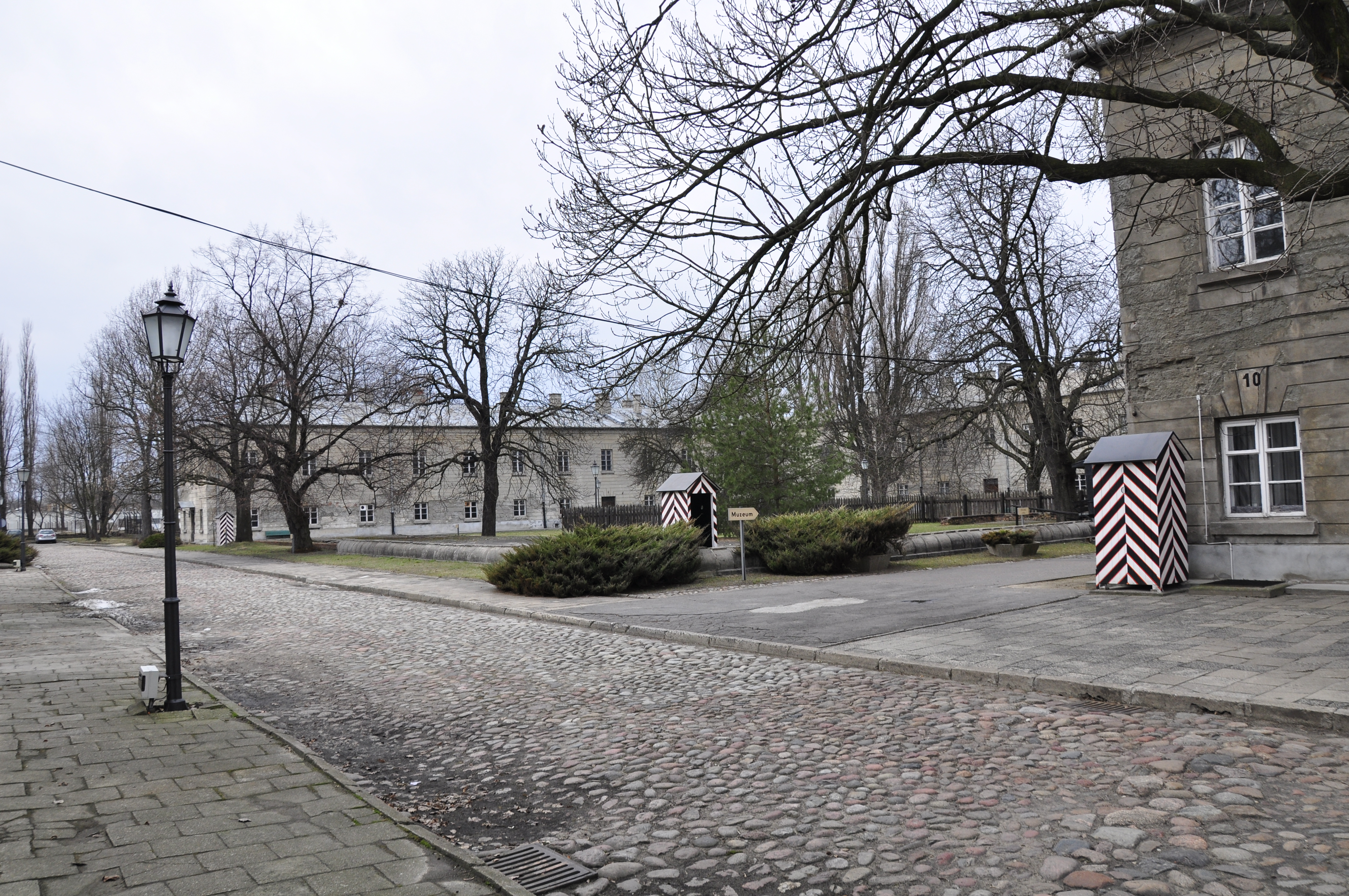
Straßenseite des Gebäudes mit ehemaligem Ausgangshof der Gefangenen
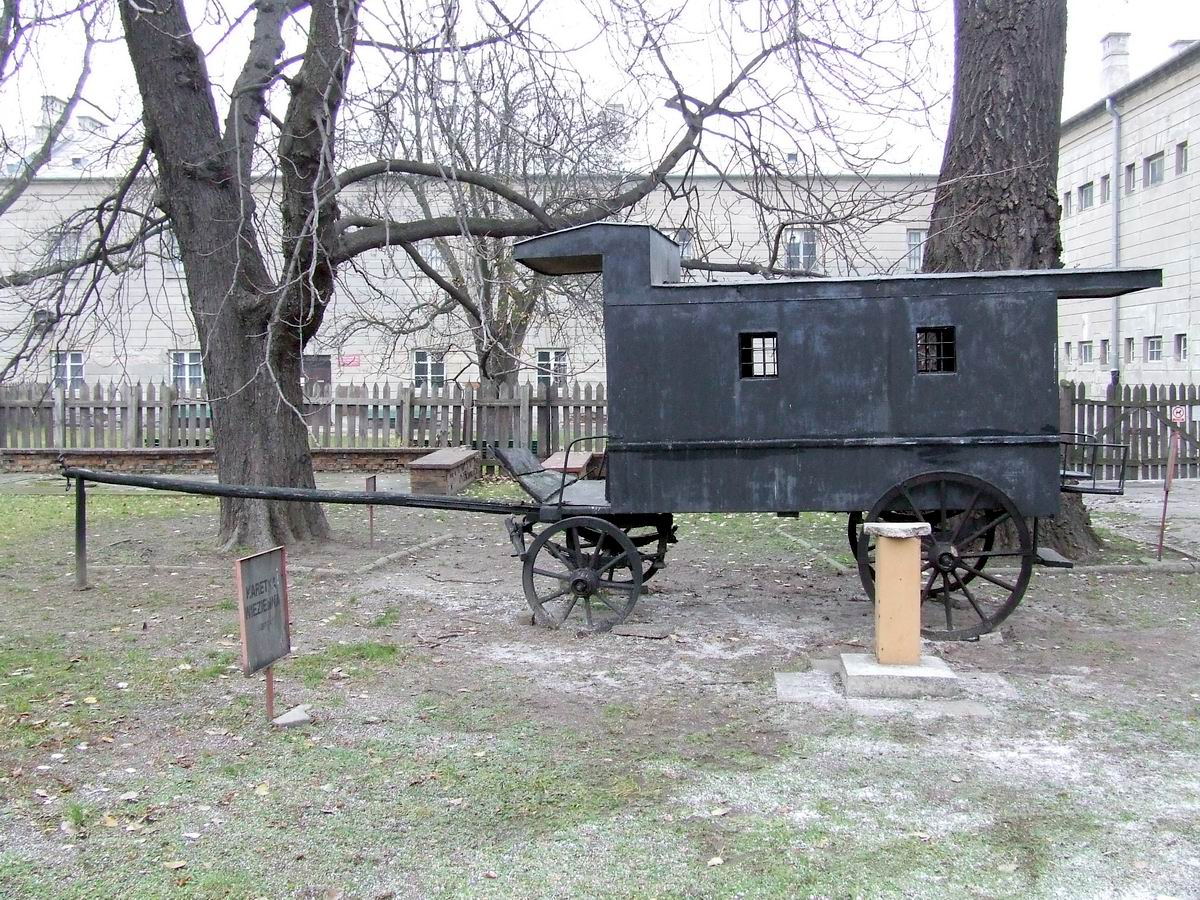
Gefangenenkutsche vor dem Museum